# Yacimiento arqueológico Cova Foradada (Calafell)
El yacimiento arqueológico de Cova Foradada se localiza en el término municipal de Calafell, comarca del Bajo Panadés (Cataluña, España), en lo alto del cerro de la Escarnosa, a una altitud de 110 m sobre el nivel del mar y a 1860 m de la línea de costa actual. Se trata de una pequeña cueva en un afloramiento calcáreo, erosionado y redondeado por el efecto del agua. Está formada por dos salas a diferentes niveles unidas por una rampa. Al pie de esta se forma un relieve circular, se trata de una poza, la cual ha producido una nueva salida que conforma una boca inferior. Su nombre, Foradada, se debe a la forma circular y redondeada de su entrada superior.
El potencial arqueológico del yacimiento fue descubierto en el año 1997, fruto de un hallazgo fortuito, por parte de unos excursionistas, de diversos huesos humanos que, posteriormente, fueron atribuidos al Neolítico tardío. Desde el año 1998, se han sucedido una serie de campañas arqueológicas. Dirigidas en un inicio por Artur Cebrià (junto con M.R. Senabre en la excavación preventiva de 1997). En el año 1998, el arqueólogo municipal Josep Pou, realizó una inspección del yacimiento y en el año 1999 se realizó una nueva excavación preventiva. Posteriormente, se inició un proyecto científico de excavación e investigación destinado a conocer la dinámica de ocupación prehistórica de la cueva con el objeto de integrar dicho conocimiento dentro de las dinámicas poblacionales antiguas en las comarcas del Panadés. A partir del año 2015, la excavación ha sido codirigida por A. Cebrià i Juan Ignacio Morales. Actualmente, el yacimiento se encuentra prácticamente excavado en su totalidad. Se ha trabajado tanto en la sala superior como en la inferior. La primera de ellas cuenta con una sucesión de niveles carbonatados, donde únicamente se ha documentado la presencia de fauna pleistocena. La segunda sala, la inferior, es la que contiene todo el yacimiento arqueológico, el cual abarca una amplia horquilla cronológica que comprende desde el Paleolítico superior antiguo hasta una capa muy alterada de enterramientos colectivos del final del Neolítico y los inicios de la Edad de Bronce. Además, la presencia de algunos restos descontextualizados muestran que la cueva también fue utilizada durante la primera Edad del Hierro.
La investigación arqueológica de Cova Foradada ha documentado una secuencia estratigráfica que contiene una sucesión de ocupaciones esporádicas del Chatelperroniense, el Auriñaciense temprano y el Gravetiense.  

## Contexto geológico
Cova Foradada es un pequeño túnel kárstico constituido por formaciones de calcarenita de los períodos serravalliense-tortoniense (Mioceno) en contacto discordante con calcáreas y dolomitas de las edades valanginiense-barremiense (Cretácico inferior). La morfología actual de la cueva consta de una entrada circular que permite el acceso directo a la sala de excavación de ca. 14 m², donde una plataforma ascendente de travertino conduce a otra entrada más pequeña. Aún se desconoce la forma original del complejo kárstico y cómo se desarrolló, pero después de efectuar un sondeo en la plataforma de travertino cercana a la entrada superior, se encontraron materiales adicionales del Paleolítico superior que aún no han sido datados.
Las excavaciones en la sala principal permitieron descubrir una secuencia estratigráfica de ca. 2,5 m desde los niveles superiores del Neolítico hasta las espeleotemas de la base. Esta sucesión estratigráfica contiene 4 unidades litoestratigráficas y 10 niveles arqueopaleontológicos, 8 de los cuales con evidencias de uso/ocupación humana, desde el óptimo climático del Holoceno hasta el Pleistoceno superior. De arriba abajo son las siguientes:
1-Secuencia litoestratigráfica del Holoceno: comprende las Unidades I y II. Estas unidades han sufrido más bioturbación que las del Pleistoceno.
- Unidad I. Los sedimentos incluyen brechas de bloques de calcarenita y cantos rodados con arenas orgánicas finas y pequeños cantos, y un gran estrato tabular con una presencia importante de carbón y cenizas. Esta unidad ha sido severamente afectada, no solo por bioturbación sino también por actividades antrópicas. Las dataciones por 14C indican que se puede situar en el Holoceno medio. En base a su composición, está subdividida en dos subunidades arqueológicas, Ia y Ib.
- Unidad II. Es un estrato pequeño y lenticular de arcilla marrón que contiene abundantes bloques y cantos rodados de calcarenita procedentes del techo de la cueva. Ha sido severamente alterada por pisoteo, bioturbación y  traslado de sedimentos durante las actividades funerarias. La deposición original se asocia con el último período glacial y el Holoceno inferior.

2-Secuencia litoestratigráfica del Pleistoceno: abarca tres unidades mayores, III, IV y V, que han sido definidas en base a las características sedimentarias y litológicas excavadas siguiendo la inclinación y orientación natural.
Unidad III. Ocupa la parte central de la secuencia y es, de todas las unidades, la más compleja; no obstante, los restos arqueológicos hallados aquí son escasos. Está compuesta por grandes cantidades de arenas calcáreas amarillentas débilmente cimentadas y solo se conserva cerca de las paredes de la cueva. Está distribuida irregularmente por toda la sala de la excavación debido a que los procesos erosivos afectaron las subunidades superiores. Consta de tres niveles arqueológicos diferentes, IIIn, IIIg, IIIc, clasificados de acuerdo con los cambios sedimentarios. En la parte superior se encuentra el nivel arqueológico IIIn asociado con el Gravetiense temprano. El área excavada tiene menos de 2 m² y está constituida por una brecha de bloques de calcarenita rellenados con arena calcárea amarillenta y carbones vegetales. Se trunca al sur y solo se conserva en un pequeño sector al extremo norte de la sala de excavación, cerca de las paredes de la cueva. El siguiente nivel IIIc, que corresponde al Auriñaciense inferior, es el primer nivel arqueológico continuo en la secuencia pleistocena. Consiste en un estrato tabular de 0,3-0,4 metros de grosor, que contiene una cantidad masiva de arena calcárea de color marrón claro con algunos bloques de calcarenita. Contiene abundantes carbones vegetales, estructuras de combustión y piedras rojizas.
- Plataforma de travertino 2 (TP-2). Está estratificada entre la unidad III y la unidad IV, y se extiende a través de casi la mitad de la sala de excavación. Consiste en una brecha poco estratificada con forma de cúpula, de 0,5 metros de grosor, formada por cantos rodados de calcarenita rellenados con precipitados de calcita erosionada. Tiene contacto lateral con los niveles IIIg y IIIc, lo que indica que ya se había formado cuando la unidad III fue depositada. Su base está constituida por la unidad IV en toda su extensión.
- Plataforma de travertino 1 (TP-1). Estratigráficamente está superpuesta a la unidad III y probablemente la selló. Es un pequeño reducto de un depósito de travertino más grande y blando. Se ha identificado solo en el área norte de la excavación.

Unidad IV. Está constituida por una brecha estratificada de un grosor de 0,6 m, de un bloque de travertino parcial o totalmente rellenado con grandes cantidades de arena fangosa calcárea de color rojizo-amarillento. Esta unidad está distribuida homogéneamente en toda el área excavada. Aparece directamente bajo el nivel IIIc en las áreas centrales y sur de la excavación. En el norte está bien estratificada bajo los niveles IIIn, IIIc y TP2. Está formada por los subniveles IV, IV1 y IV2 separados por dos estratos tabulares, continuos de bloques de travertino. La IV2 está asociada a la ocupación CP. En la sala norte de la excavación, la plataforma de travertino TP2 separa la unidad III (recubriendo la plataforma) de la unidad IV (bajo la plataforma). En el resto de la cueva estas dos unidades tienen contacto directo. Durante la excavación solo se ha podido preservar una pequeña sección de los niveles debido a las escasas proporciones de la cueva y a la poca compactación de los sedimentos.
Unidad V. Esta unidad se encuentra en la base de la excavación y está formada por una brecha de bloques amarillos y placas de travertino rellenados con arena fangosa calcárea de color rojizo-amarillento, con un grueso de 0,6 m. Contiene estructuras criptocristalinas. La brecha cubre depósitos de marga y de calcilutita con impregnaciones criptocristalinas negras. Es arqueológicamente estéril.

## Los rituales funerarios en el conjunto Holoceno
En el yacimiento de Cova Foradada de Calafell se recuperaron dos conjuntos de restos humanos en la Unidad I. La diferencia entre los dos conjuntos es el tratamiento funerario ya que se trata de una inhumación colectiva y un conjunto de restos humanos quemado.
El conjunto de inhumación colectiva está formado por más de 1300 restos óseos que datan del Neolítico Final-Calcolítico. Por otro lado se obtuvo una datación del Neolítico Antiguo o Cardial. Sin embargo, no se tiene seguridad respecto a esta adscripción cronológica ya que el resto datado se encontró conjuntamente con los otros. El conjunto de cremaciones consta de más de 1400 restos que, aunque no están datados, se ha propuesto una adscripción cronocultural al Bronce Final.
Junto a los restos humanos, se localizaron otros materiales arqueológicos como elementos de ajuar: puntas de saeta, fragmentos de lámina, numerosos decenarios de collares de esteatita, decenarios en otros materiales (piedra, hueso y concha) y un hacha pulida.

### Conjunto de inhumación colectiva
En el conjunto de inhumación colectiva se encontraron todos los elementos anatómicos del esqueleto humano, entre ellos una enclusa de la cadena de huesecillos del oído. Sin embargo, en el conjunto predominan los huesos de las manos y los piés, principalmente falanges, junto con los huesos del esqueleto axial postcraneal, como las vértebras y costillas.  El número mínimo de individuos de este conjunto es de 18, de los cuales 13 eran adultos mayores de 17-18 años en el momento de la muerte, un adolescente de entre 10 y 13 años, un niño de entre 5 y 8 años, otro de entre 2 y 4 años, otro de entre 1 y 2 años y un niño neonatal que tenía unos 6 meses de edad al morir.
Mediante el estudio tafonómico se documentaron varios actores y procesos que afectaron de manera desigual, pero en general leve, la superficie de los huesos, destacando la buena conservación del conjunto. Los animales carnívoros, probablemente grandes y pequeños cánidos (lobos, perros y zorros) accedieron a los cadáveres una vez depositados en la cueva consumiendo algunas partes. Otras modificaciones que se han observado han sido las vermiculaciones producidas por las raíces, la afectación de la exposición subaèrea, las estrías causadas por el pisoteo (trampling) y movimiento de los sedimentos sobre los huesos, carbonataciones, disoluciones y precipitaciones de óxido de manganeso. Todas ellas en frecuencias bajas. Sin embargo, los ataques fúngicos y raíces modernas se registraron más frecuentemente. Además se localizaron modificaciones antrópicas sobre uno de los huesos. Se trata de un hueso semilunar que presenta un pulido intencional en una de las caras, el propósito del cual es desconocido, aunque se podría tratar de una preforma de un objeto ornamental o funcional.

### Paleopatologías
Moreno-Ibáñez (2019) realizó un estudio de las paleopatologías que presentaba el conjunto. Se documentaron: patología dental, patología congénita de predominio vertebral, patologías infecciosas, traumatismos, patologías osteoarticulares, entesopatías, patologías tumorales, circulatorias e indeterminadas.
- Patología dental: la caries es la patología más documentada (23 piezas). Destaca el hallazgo de una hipoplasia marcada, que se relaciona con estrés sometido durante el crecimiento como infecciones, intoxicaciones o períodos de inanición. En otro caso se documentaron dos incisivos con abrasión mecànica externa, probablemente por uso como herramienta (tercera mano) que conferiría un desgaste dental de origen cultural.[5]
- Patología congénita: dentro de éstas patologías se ha podido identificar un número de vértebras afectadas de escoliosis, presuntamente del mismo individuo, identificada por la asimetría de las facetas articulares superiores y exteriores, así como por la curvatura del proceso espinoso de las vértebras.[5]
- Patología infecciosa: la mayoría de enfermedades infecciosas realizan cambios en los tejidos blandos que no dejan señales reconocibles en el registro arqueológico. Los restos documentados en Cova Foradada no permiten el diagnóstico con certeza de ninguna de estas patologías. Se ha encontrado signos de infección ósea sobre nueve elementos. Todos ellos presentan signos de aumento de porosidad del hueso de afectación predominantemente diafisaria y no articular, característico en las afecciones infecciosas.[5]
- Traumatismos: los traumatismos son frecuentemente documentados en los restos fósiles. En este yacimiento se identificaron 4 fracturas antemortem, dos fracturas de cráneo y dos falanges, y 3 fracturas perimortem todas ellas sobre elementos craneales. En el conjunto cabe destacar un cráneo de una mujer de más de 50 años que muestra traumas antemortem y perimortem. Dos de los traumas antemortem están regenerados totalmente. Sin embargo, uno de los traumatismos localizado sobre el hueso parietal derecho, muestra un impacto de grandes dimensiones sin regeneración ósea. Esta fractura se produjo con un objeto contundente que probablemente fue la causa de la muerte.[5]
- Patología osteoarticular: se identificaron dos vértebras cervicales y dos falanges del tercer dedo de una mano con signos de osteoartritis o artrosis. La artrosis se caracteriza por la destrucción del cartílago de la articulación provocando así la fricción entre los dos huesos dando lugar a la destrucción del hueso friccionado, y a la larga, la aparición de osteofitos (hiperostosis, o formación de hueso, de la zona friccionada).[5]
- Entesopatías: se refiere a la formación de hueso en la zona de inserción de un tendón o un ligamento como consecuencia de un sobreuso, inflamación o traumatismos, así como también se relaciona con la edad. Se ha registrado entesopatía en una rótula derecha, dos fragmentos de vértebras torácicas superiores y una falange media del tercer dedo de la mano derecha.[5]
- Patología tumoral: Se encontraron dos tumoraciones de pequeñas proporciones en dos falanges de una mano. Se trata de posibles osteocondromas, pero no se puede descartar que se trate de un condroma periostal.[5]
- Patología circulatoria: se ha identificado una pieza con necrosis parcial del hueso, en la epífisis distal de la falange proximal del primer dedo del pie izquierdo, que podría corresponder a una osteocondritis disecante, caracterizada por una pérdida de aporte circulatorio del hueso. Esta patología está causada habitualmente por un traumatismo o por estrés mecánico.[5]

Teniendo en cuenta las patologías documentadas sobre el conjunto, destaca que los individuos del conjunto de inhumación colectiva no presentaban patologías severas, tenían un estilo de vida activo, así como una mala higiene bucal. Se ha documentado también la evidencia de traumatismos intencionales, que es una prueba de violencia interpersonal. Mediante el estudio forense se concluyó que el traumatismo habría sido producido por detrás y posiblemente por un agresor diestro. El objeto causante del traumatismo mortal podría haber sido un objeto de superficie recta y apuntada compatible con una hacha de piedra pulida.

### Posible inhumación del Neolítico Antiguo
El Neolítico Antiguo o Cardial comprende desde el inicio del Neolítico (los datos más antiguos al oeste del Mediterráneo son del 8000-7500 AP) hasta 6500 AP aproximadamente. Este período también es llamado cardial por la aparición de cerámicas con decoración por impresión del margen de la concha Cardium edule.
En la Unidad I del yacimiento Cova Foradada, como ya se ha comentado previamente, es donde se encontraron los restos humanos más antiguos.  Uno de ellos, un molar humano, se ha datado entre el año 7240-6960 AP, que comprende el Neolítico Cardial o Antiguo. En el conjunto se localizaron 6 fragmentos de cerámica con características del Neolítico Cardial, que presuntamente pudieron pertenecer al ajuar funerario de la inhumación en cuestión. Dos vasos presentan una decoración con cordón integrado en el borde dando el aspecto de bisel. Un tercero es un vaso de grandes proporciones con un cordón grueso aplicado a modo de decoración. Otro fragmento parecería de forma ovoide por su curvatura, donde se puede ver una decoración cardial arrastrada. El quinto se trata de un pequeño fragmento de pequeñas dimensiones de borde recto con labio plano que presenta una sola línea acanalada bajo el borde y en paralelo a éste.
Otro dato que sostiene la datación de los restos es el hallazgo de malacofauna marina más típica del período cardial que no del Neolítico Final-Calcolítico: Marginella sp. perforada en el ápex y numerosos efectivos de Columbella rustica.
La información de la que se dispone sobre las inhumaciones del período Neolítico Cardial en la península ibérica son escasas, por lo que no se puede deducir de ellas ninguna práctica funeraria homogénea. No obstante, sí se podría apuntar que se trataba de inhumaciones individuales en cueva o al aire libre. Algunos de estos podrían ser utilizados de forma sucesiva como espacios de inhumación colectiva, por lo que se encontrarían mezclados con otras inhumaciones de diferentes períodos como es el caso de Cova Foradada. Este esquema se repite en múltiples yacimientos de la Península. Bernabéu et al. (2011) observaron que esta conducta fue común en la península ibérica y Francia, donde se reciclaron estos depósitos en el Neolítico más reciente y hasta la Edad de Bronce, encubriendo actividades funerarias previas.
La persistencia a lo largo de los períodos descritos de estas necrópolis (ya sean colectivas o individuales) desde los inicios del Neolítico, llevan a pensar en un proceso de territorialización y de sedentarización, y podrían confirmar la presencia de un hábitat estable durante todo el período neolítico en el territorio.

### Conjunto de cremación
La cremación de los cuerpos de los difuntos es una práctica que se generaliza en todo el noreste de la península ibérica durante el Bronce Final y que refleja profundos cambios sociales y culturales. Es característica de esta época la aparición de la Cultura de Campos de Urnas que llegó a la península ibérica a través de poblaciones migratorias de otros puntos de Europa cruzando los Pirineos o desde el Mediterráneo. El difunto podía ser quemado en una pira funeraria, o bien se podía quemar en el mismo lugar donde sería enterrado. Los restos se recogían posteriormente y se depositaban dentro de un recipiente que generalmente era cerámico aunque también podía estar hecho de elementos vegetales o de pieles que no se habrían conservado. Es también característico de este período encontrar pocos, o ninguno, elementos de ajuar.
En el conjunto de Cova Foradada no se encontró ningún resto cerámico datado del Bronce Final, ni elementos de ajuar metálicos, pero el estudio tafonómico forense que realizó Moreno-Ibáñez (2019) revela un conjunto de huesos quemados a altas temperaturas de forma homogénea que llevan a pensar en una intención funeraria. No se dispone de datación radiocarbónica por la alta combustión ni tampoco se han podido identificar la mayoría de huesos. Aun así, se ha podido estimar un número mínimo de individuos de 5 (3 adultos y 2 niños). La muestra del conjunto hace pensar que la cremación se realizó dentro de la cueva ya que se han encontrado restos de huesos de pequeña dimensión y gran número de astillas, hechos diferenciadores de la cremación en pira donde los restos posteriormente son recogidos de forma selectiva y, por lo tanto, hay una ausencia de huesos pequeños. El estudio tafonómico también ha permitido determinar una práctica de cremaciones primarias sucesivas dentro de la cueva.
La práctica de cremación no se introdujo de forma homogénea en el territorio, produciéndose una situación transitoria en la que conviviría con las inhumaciones. Se tienen evidencias de cremaciones en cuevas en la zona del Panadés y cercanías. El estudio tafonómico ha permitido proponer que el conjunto de restos humanos cremados de Cova Foradada podría corresponder a esta etapa de transición, una posible primera aculturación producida después del Neolítico Final-Calcolítico, pero antes de la integración cultural completa de las necrópolis de los Campos de Urnas.

## El conjunto pleistoceno

### Tecnología
Los restos de industria lítica son escasos a lo largo de toda la secuencia pleistocena de Cova Foradada. Un patrón común en la secuencia es el uso, casi exclusivo, de diversas variedades de sílex como materia prima de las herramientas allí halladas. La distribución geoespacial de las áreas de procedencia de los diferentes tipos de materias primas se sitúa entre 5 y 60 km de la cavidad, lo cual sugiere un rango de adquisición local-regional para todos los niveles del yacimiento.
Los conjuntos de industria lítica recuperados se caracterizan por una reducción fragmentada. Secuencias, en principio, relacionadas con dinámicas de ocupación de corta duración. Están ausentes en el conjunto los núcleos con un sistema de reducción estructurado. La única evidencia de la talla de industria lítica en la cueva procede de un número escaso de núcleos de talla bipolar manipulados sobre yunque en la unidad IV. Asimismo, la ausencia de restos de talla refuerza la hipótesis que la reducción de los núcleos y la configuración de las herramientas en pocas ocasiones  fue realizada en el yacimiento. Las lascas retocadas son el componente más significativo en el conjunto lítico de Cova Foradada, mayormente caracterizado por láminas y laminitas. 
Los restos de industria lítica recuperados en los niveles IIIc y IV son tipológicamente diagnósticas y, aparte del contexto cronológico, son indicativos de sus complejos tecnológicos asociados. El nivel IV proporcionó un pequeño conjunto lítico en el que resaltaba la presencia casi exclusiva de herramientas chatelperronienses. Esto representa la expresión más meridional de este tipo de instrumentos en Europa, relacionada exclusivamente con la cultura chatelperroniense y, en principio, asociada a los grupos neandertales.
Este yacimiento representa la secuencia más meridional del Chatelperroniense y el Auriñaciense temprano documentada en Europa. Alejado de la influencia cántabro-pirenaica y cercano a la cuenca del Ebro, Cova Foradada amplía significativamente la distribución territorial de ambas culturas, proporcionando una referencia geográfica y cronológica importante para redefinir los límites territoriales donde se produjo la transición cultural y, a la vez, comprender la desaparición de los neandertales y la expansión de los humanos modernos en la península ibérica. Asimismo, también se puede considerar como uno de los últimos lugares donde posiblemente se produjo contacto directo entre las dos especies, neandertales y Homo sapiens sapiens.

### Zooarqueología y análisis taxonómico
En las diferentes intervenciones arqueológicas realizadas en Cova Foradada se recuperaron más de 2000 restos del Pleistoceno. Entre todos estos restos hay una gran diversidad de especies.
Los mesovertebrados (pequeñas aves de la familia de los Corvidae, Phasianidae y otros pequeños paseriformes y lepóridos de los géneros Lepus y Oryctolagus) son el grupo taxonómico más abundante en todos los niveles de la secuencia estratigráfica pleistocena. El segundo grupo taxonómico más numeroso corresponde a los mamíferos carnívoros, representados por ocho especies distintas. El lince ibérico (Lynx pardinus), el oso pardo (Ursus arctos), el leopardo (Panthera pardus) y la hiena moteada (Crocuta crocuta) son los taxones más habituales en el conjunto. Los restos de zorro (Vulpes vulpes), de lobo (Canis /Cuon) y de león (Panthera leo) son más escasos. Los restos más abundantes hallados en la cueva son los de lince ibérico. Referente a los ungulados, se han documentado ciervos (Cervus elaphus), grandes bovinos (Bos / bison) y équidos (Equus sp.). Otros taxones solo están representados ocasionalmente, pero han tenido importantes implicaciones en la interpretación de la Cova Foradada. Por una parte, las Testudinae (veg. Testudo hermanni) están representadas por un ejemplar aislado en el nivel IIIc. Su presencia es indicativa de un clima suave y de la supervivencia de esta especie al NE de la península ibérica, tras su desaparición en esta región al final del paleolítico medio. Las grandes aves rapaces están representadas por restos del águila dorada (Aquila chrysaetos), el águila imperial ibérica (Aquila adalberti), el buitre común (Gyps fulvus) y  el milano real (Accipitridae cf. Milvus milvus). La mayoría de los huesos son falanges completas de individuos adultos. Su tafonomía indica interacciones entre rapaces y humanos.
Salvo pequeñas diferencias, la representación taxonómica y los perfiles esqueléticos y de mortalidad son similares en todos los niveles. La presencia de carnívoros, adultos y jóvenes, grandes aves rapaces, marcas de dientes en los huesos, egagrópilas y coprolitos todos mezclados, hacen suponer que los depredadores no humanos fueron los principales responsables de las acumulaciones de fósiles de fauna. El análisis de los restos depositados en Cova Foradada ha permitido interpretar que este espacio fue refugio de diferentes animales, principalmente el lince, y, también, que fue utilizado como percha de reposo por parte de las aves rapaces. No obstante, con mayor o menor grado, en todos los niveles excepto el V, se ha documentado la actividad antrópica sobre algunos de los restos de la fauna, especialmente en los restos de grandes mamíferos, aunque también hay un consumo importante de caza menor, especialmente conejos.

## Elementos ornamentales

Vista dorsal, medial plantar y lateral de la falange de águila

La falange proximal de la pata izquierda de un águila de grandes dimensiones, datada en 39.000 años de antigüedad ha sido uno de los últimos hallazgos en Cova Foradada. Los resultados del estudio tafonómico y las interpretaciones culturales han sido publicados en la revista Science Advances. Se trata de un ejemplar de águila imperial ibérica (Aquila adalberti), una especie endémica de la península ibérica.
La falange presenta 12 marcas de corte en la cara dorsal de la diáfisis. Los análisis tridimensionales de estas señales mostraron que la profundidad y micromorfología de las marcas son más pronunciadas que las que habría podido producir el roce de los sedimentos durante el pisoteo. Estos resultados apoyaron un indudable origen antrópico de las incisiones presentes en la pieza. Teniendo en cuenta la situación de las marcas de corte y las analogías hechas con conjuntos etnohistóricos y trabajos experimentales, se pudieron descartar que estas estuvieran relacionadas con el uso nutricional de las partes distales de las extremidades, por lo que se pudo proponer su posible uso con finalidades simbólicas u ornamentales.
El hallazgo de ornamentos personales en los yacimientos arqueológicos ha sido considerado una prueba del comportamiento simbólico de las poblaciones humanas del pasado, que se relaciona con la aparición de la «conducta humana moderna». El uso de talones de rapaces como ornamentos parece ser una de las evidencias de simbolismo más difundidas entre las poblaciones neandertales en Europa. Se han encontrado garras de rapaces en yacimientos datados a partir de ca. 130.000 años. La pieza localizada en Cova Foradada amplía el abanico geográfico y temporal conocido de este comportamiento, pues es la más antigua de la península ibérica y proporciona la primera documentación de su uso entre sus poblaciones.
La aparición recurrente de garras de rapaces a lo largo del Paleolítico medio, incluyendo la presencia entre las últimas poblaciones neandertales del Châtelperroniense, plantea la cuestión de la supervivencia de algunos elementos culturales del Paleolítico medio en los conjuntos transicionales al Paleolítico superior y posteriores.
Por otro lado, en el nivel IIIn se documentaron una gran abundancia de ornamentos perforados de conchas: gasterópodos y escafópodos marinos. Se han identificado 9 taxones diferentes: Homalopoma sanguineum, Tritia neritea, Tritia incrassata, Tritia reticulata, Nucella lapillus, Turritella communis, Bittium reticulatum, Nassarius circumcinctus y Antalis sp. Todas las especies documentadas están relacionadas con el Mediterráneo, con la excepción de N. lapillus, que sugiere un origen atlántico. En el nivel IV, junto a la falange de águila también se encontró un gasterópodo, Steromphala varia. La concha ha perdido toda su coloración externa permitiendo que la superficie perlada subyacente destaque. Ese espécimen de Steromphala es único en el yacimiento, ya que no se han observado otros ejemplos de este taxón entre el abundante conjunto de conchas, y también es la única concha marina no perforada encontrada en el lugar.